# Giacomo Passarelli
Giacomo Passarelli, Jacobus Passarellius (... – agosto 1496), è stato un letterato italiano, segretario apostolico, come scrive Jacobus Volaterranus nel Diario Romano.

## Biografia
Nel 1486 furono celebrate le nozze di Enrico VII d'Inghilterra con  Elisabetta di York, figlia di Edoardo IV, allo scopo di porre fine ai contrasti fra gli York e i Lancaster. Innocenzo VIII, in occasione di queste nozze, inviò Giacomo Passarelli come suo nunzio apostolico presso Enrico VII, re d'Inghilterra.
Il re ebbe di lui molta stima, gli dette la nomina di Consigliere Reale e le sue arme. Perciò, nella lapide del sepolcro di Giacomo Passarelli erano incise le parole:  Est rosa, sunt pardi, sunt lilia, munera Regis Britanni, meruit hoc mea magna fides.
Marsilio Ficino lo considera eruditissimo e anche Ferdinando Ughelli (Ughellius) scrive di lui.